# Volejbalové údery
Volejbalové údery slouží k provedení výměny míče mezi soupeři. Výměna míče začíná příjmem a končí útočnou akcí.

## Jednotlivé údery

### Bagr
Neboli odbití obouruč spodem. Při něm střehový postoj vypadá tak, že máme rozkročené a pokrčené nohy. Dále máme vzpřímený trup , někdy až nepatrně předkloněný. Musíme mít zvednutou hlavu a neustále sledovat míč. Paže máme pokrčené ve výši pasu a lokty mírně od těla. Pohyb při bagru se skládá ze zastavovacího dvojkroku. První krok má brzdící význam, druhý krok pohyb dobrzďuje a upravuje. Stabilitu zajistíme, že máme chodidla široce vzdálená. Ještě předtím než spojíme paže, tak se v loktech napínají. Lokty se stlačí co nejvíce k sobě. Odbití se děje odrazem od napnutých paží.

### Nahrávka
Nahrávka je přesun nahrávače z výchozího postavení do místa, kde bude odehrávat míč. Nahrávač je ve střehovém postoji. Je čelem do vlastního pole, osa ramen je šikmo k síti a pravá noha je mírně dopředu. Míč, který nahrávač nahraje, směřuje buď nad něj, kde zaujal střehový postoj nebo těsně vedle něj.

### Podání
Podává se za koncovou čarou směrem k síti. Hráč stojí v uvolněném postoji. Nohy jsou od sebe na šířku ramen a levou nohu máme mírně dopředu. Míč si nadhodíme buď levou rukou, nebo obouruč před pravé rameno. Poté, co míč nadhodíme, pootočíme trup a paže se ohýbá v lokti a stahuje se vzad. Ohnutá paže společně s ramenem se otáčí vpřed. Loket se dostává před rameno a zastavuje se. Při úderu je paže natažená nahoru. Do míče se poté trefíme otevřenu dlaní. Když už hráči umí podání, mohou si s dlaní a zápěstím více pohrát, a ovlivnit tak směr a druh letu míče.

### Smeč
Smeč se dělí na několik částí. Začíná se tříkrokovým rozběhem, následuje odraz, let, úder míče a dopad. Mnoho faktorů ovlivňuje kvalitu úderu. Mezi takové faktory patří nahrávka, správné načasování rozběhu a odrazu. Důležitá je také správná technika úderu, posunutí loktu za sebe, správné vytočení těla. Měli bychom se také odrazit z obou nohou a dopadnout na stejné místo, odkud jsme se odrazili. Mnoho hráčů podceňuje důraz na pořádný odraz a do úderu dát všechnu svoji sílu a emoce, ale přitom to je také velmi důležité.

### Blok
U šestkového volejbalu slouží blok jako obrana při úderu od protihráče. Jeden, dva nebo všichni hráči přední řady vyskočí se vzpaženýma rukama nad síť. Hráči se snaží dosáhnout na míč a cílem je, aby se míč nedostal na jejich stranu. Je důležité, jak jsou nastavené ruce proti míči, protože hráči musí pokrýt správný směr. Výskok musí být proveden co nejblíže k síti, aby měl větší šanci míč zablokovat, ale nesmí se dotknout sítě, protože to je podle pravidel zakázáno a druhý tým dostává bod.

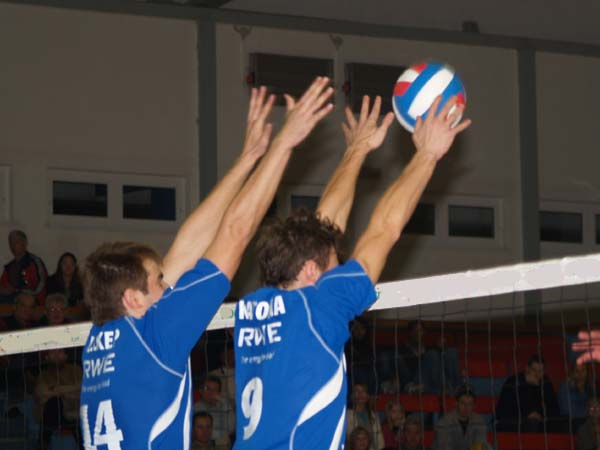
Obranný úder - blok

## Přehled možných chyb

### Bagr
Paže se spojí pokrčené a napnou se v momentu kontaktu s míčem. Měli by se nejdříve napnout a poté spojit. Paže se spojí mezi stehny (ve svislé poloze) a pohybují se směrem nahoru proti míči, měli by se spojit před tělem. Hráč odbíjí míč předloktím, ne zápěstím. Hráč má hrát předloktím, protože zápěstí je menší, tvrdší a nepravidelnější než plocha předloktí. Neúplné zastavení pohybu, to vede k nestabilnímu postoji. Hráč nezaujal dostatečně široký postoj. Nesprávná volba způsobu odbití.

### Nahrávka
Odbití je provedeno předloktím. Hráč provede odbití zápěstím, protože dá nahrávce větší přesnost než předloktím. Když hráč tlumí míč v prstech krátce, není pak schopen nahrávku načasovat a míč po odbití příliš rotuje. Nesoučasné nasazení rukou na míč vede k nepřesné nahrávce. Při nestandardních situacích nesprávná volba způsobu nahrávky, poté nepřesná nahrávka nebo nedokončení akce útočným úderem. Hráč neumí řešit situaci po nepřesné přihrávce, musí umět nahrát míč v různých situacích. Tělo by se mělo pohybovat od nahrávky míče za ním, ne od míče. Nahrávka je provedena nad čelem, což pomáhá k přesnosti. Důležité je umět časovat nahrávku. Do odbití jsou málo zapojeny palce. Přílišný záklon hlavy.

### Smeč
Hráč musí zhodnotit druh nahrávky. Základ je správné načasování. Při klasické nahrávce rozběh začíná, když se míč dotkne rukou nahrávače. Když je nahrávka rychlejší, hráč se rozběhne dříve a rychleji. Hráč nevyskočí dostatečně vysoko a nedá dynamiku do útoku, snižuje kvalitu útoku. Špatný zášvih paží. Hráč nesleduje míč, nahrávače nebo soupeře. Do každého jednotlivého pohybu se musí přidat dynamika a energie. Když se využívá pouze smeče jako útok, dále se může použít i lob, drajv, smeč, ulívka atd. Hráč po útoku nesleduje svůj útok, ale vrací se do pole a je připravený na protiútok. Na smeč se jde uvolněně.

### Blok
Špatné odhadnutí místa odrazu. Když hráč nepřesáhne přes síť. Špatné načasování, pozdní výskok nebo naopak brzký výskok. Výchozí postavení je blízko k síti, může dojít k nedostatečnému odrazu, dotek sítě, což je chyba nebo neúčelné pohyby. Chybné je, i když je blokař až moc vzdálen od sítě. Hráč přichází do místa odrazu pozdě. Když činnosti paží je nepřirozená, strnulá. Hráč by měl přesahovat pažemi přes síť. Chyba je, když jsou paže příliš od sebe, poté je omezený účinek bloku. Prsty jsou u sebe, když prsty budou od sebe hráči pak zabírají větší plochu bloku. Rovina ramen by neměla být při bloku šikmo k síti.

## Průpravná cvičení

### Bagr
Hráč se snaží udržet míč v rovnováze na napnutých pažích. Soustředí se hlavně na správná držení paží a stabilitu střehového postoje. Další cvičení je výhoz míče a ztlumení na napnutých pažích. Hlavní pohyb vykonávají nohy, proto dobré cvičení je, odbíjet ze sedu po nadhozu spoluhráče. Paže pouze následují míč a hlavní pohyb vykonávají nohy. Zastavovací dvojkrok se nacvičí po nadhozu spoluhráče. Spoluhráč nadhazuje míč do různých míst, ale hlavně dopředu. Při opakovaném nadhozu spoluhráče se spojí ruce a po odbití zase rozpojí a připravují se na další odbití a takhle pořád dokola. Pokud se trénuje se spoluhráčem, může se odbíjet ve dvojici. Dvakrát se odbíjí nad sebe a pak na spoluhráče a znovu. Když jsou tři hráči, můžeme odbíjet na sebe do kola a při každém odbití se natočit směrem na spoluhráče, na kterého se odbíjí. Aby se hráči naučili odbití stranou nebo otočení a odbití bagrem, hráč bude zase nadhazovat svému spoluhráči, ale teď už nebude nadhazovat jenom dopředu, ale do mírné dálky za něj a do stran.

### Nahrávka
Jsou tři hráči, kteří stojí vedle sebe a mají mezi sebou dostatečný prostor. První hráč přihraje prostřednímu hráči míč, ten míč nahraje na posledního hráče, tak přesně nad něj a vysoko, aby mohl zasmečovat do prvního hráče. První hráč přijme míč na prostředního, ten mu to zpět nahraje zase tak, aby mohl z této nahrávky smečovat do posledního hráče a takhle pořád dokola. Pokud chceme trénovat orientaci, kam míč nahráváme. Jsou dva hráči, kteří odbíjejí míč mezi sebou. Poprvé míč odbíjí nad sebe, udělají půlobrat a míč odbijí za hlavou na svého spoluhráče. Jednoduché a rychle cvičení, smečař stojí připravený s míčem na rozběh na smeč. Hodí míč na hráče, který přebíhá k síti a poté míč nahrává a smečař útočí na druhou polovinu hřiště.

### Podání
Nejdříve nacvičování odbití míče jednoruč spodem, a pokud už hráčům jde odbití spodem, začíná se odbití vrchem. Pro odbití vrchem je důležitý nadhoz míče, musí být nadhozen tak akorát vysoko, aby hráč měl čas se pořádně napřáhnout paží. Na druhé straně hřiště kam hráč podává, stojí spoluhráč, při podání se hráč soustředí na veškerou techniku a snaží se podání směřovat na svého spoluhráče, ten míč přijme a pak se role hráčů vymění a ten, co podával, jde přijímat. Trenér ohraničí nějakým lanem různá místa, kam chce, aby se podávající trefili. Např. pravý roh, zadní střed, levý roh vepředu pod sítí. Za každé trefené místo dá body a hráči se snaží získat co nejvíce bodů, tzn. Co nejvíce se trefit do označených míst, kdo získá nejvíce bodů vyhrává.